# Lijst van voetbalinterlands Australië - Tsjecho-Slowakije
Deze lijst van voetbalinterlands is een overzicht van alle officiële voetbalwedstrijden tussen de nationale teams van Australië en Tsjecho-Slowakije. De landen speelden in totaal acht keer tegen elkaar. De eerste ontmoeting, een vriendschappelijke wedstrijd, werd gespeeld in Canberra op 27 januari 1980. Het laatste duel, eveneens een vriendschappelijke wedstrijd, vond plaats op 6 februari 1991 in Sydney.

## Wedstrijden
| № | Plaats    | Datum            | Competitie        | Wedstrijd                     | Uitslag |
| - | --------- | ---------------- | ----------------- | ----------------------------- | ------- |
| 1 | Canberra  | 27 januari 1980  | Vriendschappelijk | Australië − Tsjecho-Slowakije | 0 − 4   |
| 2 | Sydney    | 3 februari 1980  | Vriendschappelijk | Australië − Tsjecho-Slowakije | 0 − 5   |
| 3 | Melbourne | 9 februari 1980  | Vriendschappelijk | Australië − Tsjecho-Slowakije | 2 − 2   |
| 4 | Melbourne | 3 augustus 1986  | Vriendschappelijk | Australië – Tsjecho-Slowakije | 1 – 1   |
| 5 | Adelaide  | 6 augustus 1986  | Vriendschappelijk | Australië – Tsjecho-Slowakije | 0 – 1   |
| 6 | Sydney    | 10 augustus 1986 | Vriendschappelijk | Australië – Tsjecho-Slowakije | 0 – 3   |
| 7 | Melbourne | 30 januari 1991  | Vriendschappelijk | Australië – Tsjecho-Slowakije | 0 – 1   |
| 8 | Sydney    | 6 februari 1991  | Vriendschappelijk | Australië – Tsjecho-Slowakije | 0 – 2   |

## Samenvatting
| Competitie        | Totaal gespeeld | Winst Australië | Gelijk | Winst Tsjecho-Slowakije | Doelsaldo Australië – Tsjecho-Slowakije |
| ----------------- | --------------- | --------------- | ------ | ----------------------- | --------------------------------------- |
| Vriendschappelijk | 8               | 0               | 2      | 6                       | 3 − 19                                  |
| Totaal            | 8               | 0               | 2      | 6                       | 3 − 19                                  |

Wedstrijden bepaald door strafschoppen worden, in lijn met de FIFA, als een gelijkspel gerekend.